# Lijst van Alfa Romeo-conceptwagens
Dit is een lijst van conceptwagens van Alfa Romeo die niet in productie zijn gegaan:

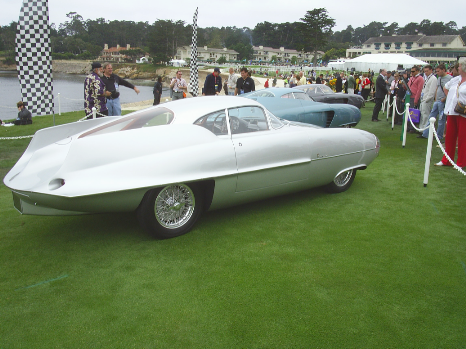
De B.A.T. 9 uit 1955

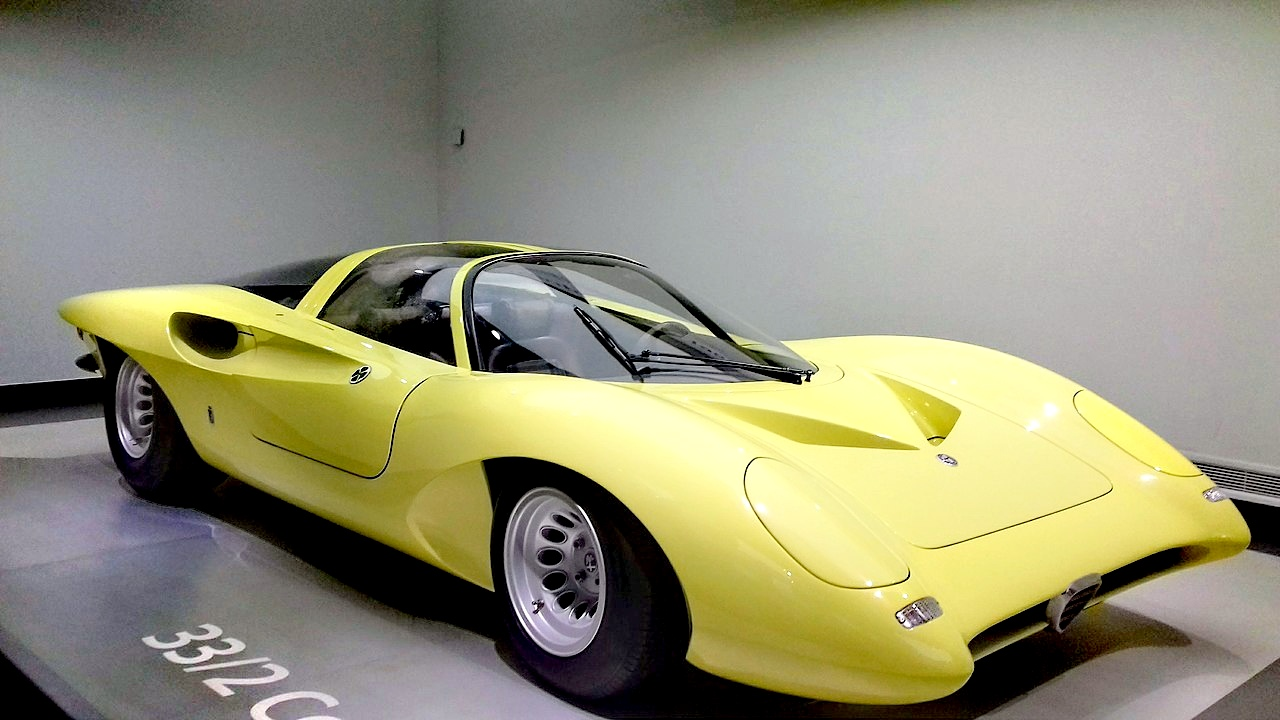
De 33.2 conceptwagen uit 1969

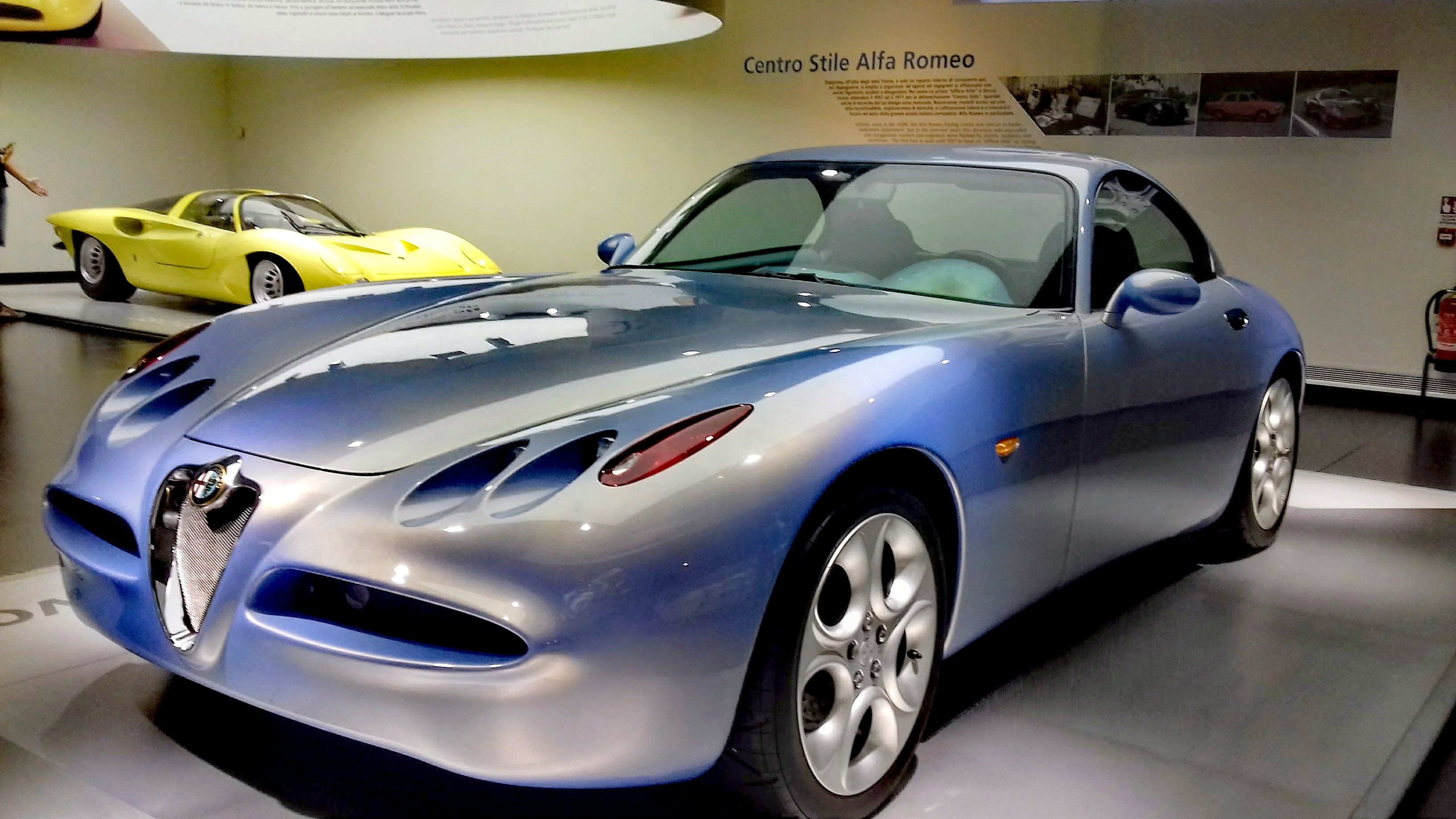
De Nuvola uit 1996

| Jaar | Model                   | Ontworpen door                          |
| ---- | ----------------------- | --------------------------------------- |
| 1953 | Disco Volante           | Alfa Romeo                              |
| 1953 | B.A.T. 5                | Bertone                                 |
| 1954 | B.A.T. 7                | Bertone                                 |
| 1954 | 2000 Sportiva           | Bertone                                 |
| 1955 | B.A.T. 9                | Bertone                                 |
| 1955 | Giuletta Bertone Spider | Franco Scaglione                        |
| 1964 | Canguro                 | Giorgetto Giugiaro                      |
| 1966 | Scarabeo                | O.S.I.                                  |
| 1968 | 33 Carabo               | Bertone                                 |
| 1968 | Iguana                  | Giorgetto Giugiaro                      |
| 1969 | 33.2                    | Pininfarina                             |
| 1971 | Cuneo                   | Pininfarina                             |
| 1976 | Navajo                  | Bertone                                 |
| 1971 | Caimano                 | ItalDesign - Giugiaro                   |
| 1982 | Capsula                 | ItalDesign - Giugiaro                   |
| 1983 | Zeta 6                  | Zagato                                  |
| 1983 | Delfino                 | Bertone                                 |
| 1986 | Vivace                  | Pininfarina                             |
| 1991 | Protéo                  | Centro Stile Alfa Romeo                 |
| 1995 | Progetto Cinque         | Zender                                  |
| 1996 | Nuvola                  | Centro Stile Alfa Romeo / Bertone       |
| 1997 | Sportut                 | Bertone                                 |
| 1997 | Monoposto               | Centro Stile Alfa Romeo / Zagato        |
| 1997 | Scighera                | Fabrizio Giugiaro                       |
| 1998 | Dardo                   | Pininfarina                             |
| 1999 | Centauri                | Centro Stile Alfa Romeo                 |
| 1999 | Bella                   | Bertone                                 |
| 2001 | Vola                    | Fioravanti                              |
| 2003 | Kamal                   | Centro Stile Alfa Romeo                 |
| 2004 | Visconti                | Giorgetto Giugiaro                      |
| 2006 | Diva                    | Centro Stile Alfa Romeo / Espera Sbarro |